# 武刃街
『武刃街』（ぶじんがい）は、2003年12月25日にタイトーより発売されたPlayStation 2用の中華風3Dアクションゲーム。レッド・エンタテインメントとの共同開発。開発にはGackt（ガクト）が関わっており、主人公・劉王羽のモデルでもある。タイトー50周年記念ソフトとして大々的に制作され、多くの宣伝やメディアミックスも行われた。

## 概要
劉を操作して様々なステージで行く手を阻む鬼たちを倒しながら進み、ボスを倒せばステージクリアとなる。ステージには霊珠（れいじゅ）などのアイテムが在り、雑魚敵を倒すことでも入手できる。また、ステージ攻略時にクリアタイムやコンボ数などから数段階のスコア（初級・上級などのランク付け）が表示され、ランクに応じて霊珠が支給される。集めた霊珠を使って劉の基本ステータスや剣のレベルを様々に上昇させることが可能。ステージに点在する太極印（たいきょくいん）を収集すると製作者のインタビュー映像など様々な隠し要素が解禁される。
脚本はスタジオオルフェの黒田洋介が務め、BGMはZUNTATA（ズンタタ）が担当した。

### 劉の操作
二本の剣を装備した劉は、中国映画の如く弧を描き舞を踊るような攻撃を得意とし全方向へ攻撃を繰り出すことができる。様々な技へ派生する連斬（コンボ）と複数の雑魚や大型の敵に有効な旋風斬りを基本とし、妖術ゲージを消費して特殊なエネルギーを解き放つ妖術による遠隔攻撃や一時的なステータスアップなども可能。また、敵の攻撃や罠などに対して真正面を向きニュートラルにするだけでほとんどガードできる。ただし連続してガードできる回数はガードゲージに定められた一定値のみであり、ゲージが全て無くなると敵の攻撃を捌くことができなくなる。前後左右へ素早く無敵移動する回避行動もあるので、窮地には上手く使い分ける必要がある。
本作独自のシステムとしては、剣戟カウンターが挙げられる。これは敵の攻撃のガードに成功した際に、攻撃ボタンを入力することで防御から攻撃へと転ずる文字通りの反撃手段として用いられる。さらに敵の妖術攻撃をほぼ同様の手順で打ち返す妖術カウンターも存在し、従来のアクションゲームと比べて「守りに入っても強い」と言える。ただし劉同様ガードゲージが存在し剣戟カウンターに回避行動までする敵もおり、一対一のシステム上剣戟中に他の敵から横槍が入ることがある。さらに画面外からでも容赦無く攻撃してくるので多勢に無勢となりやすい。その上高難易度だと中ボスクラスが複数同時に出現することもあるので、立ち回りが極めて難しい。

## ストーリー
西暦22XX年、世界に核の雨が降った。月に建設された、核融合炉のエネルギーを地球へと送信するマイクロ・ウェーブ放射衛星が異常を来たし、高密度のマイクロ波を放射してしまったのだ。全世界の7割が月施設に依存していた文明は、あっけなく瓦解する。
人類に残されたエネルギーは「自然」のみ。そしてそれは人間の内なるエネルギーへの信仰へと次第に変化していく。己を生かすのは己の技のみ。「西暦」は終わりを告げ、時代は「技暦（ぎれき）」へと代わる。
しかし、月の悪魔の猛威が、それでなくなったわけではなかった。衛星軌道上にあるマイクロ・ウェーブ放射衛星が一基だけ生き残っていたのだ。高密度のマイクロ波はアジア圏一帯を取り囲むように降り注いだ。その地で生き延びていた人々は次第に姿を消し、数世紀後には「鬼」と呼ばれる人ならざる存在がそこに巣食っていた。
そして時は流れた。鬼が支配する島「剣鬼相見島（けんきそうけんとう）」へ、武を極めた一人の男「劉 王羽（ラウ・ウォング）」が、遙か天より降り立った。鬼と化した友を止めるため、二本の剣（ツルギ）と共に、静かに死地へと赴く。

## 登場人物
劉 王羽（ラウ・ウォング）
声：Gackt
殴の元で武術を極めた武人。両親とは幼い頃に死別し、孤独の身である。二本の剣と様々な妖術を駆使し、人の身でありながら鬼にも引けを取らない武力を持つ。無口で前述の通り会話はせず、掛け声や技名などを発するのみ。旅の途中で出会った蓉華には、本人も自覚が無いまま恋に落ちた。
漫画版でも主人公を務める。ゲームとは違い会話し、「ジャスト」が口癖。ただストイックに悪を斬る性格だが急にテンションが高くなることも多い。実は巨乳が苦手で、スイス銀行に隠し口座が在る。
雷 震龍（レイ・ジェンロン）
声：山寺宏一
殴のもとで剣の修行に励んだ劉のかつての同胞。「鬼を倒せるのは鬼だけ」と信じ、自ら外道の道へと堕ちた。鬼を作り出す力を会得し、「四凶（しきょう）」という強力な鬼たち（各ステージのボス）を従える。
漫画版ではラストシーンにシルエットでのみ登場。
蓉華（ヨーファ）
声：坂本真綾
劉を導く謎の女性。各地へ転移できるゲートを作り出した。終盤にて正体が明らかになる。
漫画版では最終回にのみ登場。「時を司る女神」とも呼ばれ、劉に時を超える力を与えたとされる。驚異的な戦闘力を誇る。
殴 天災（ナグリ・テンサイ）
声：若本規夫
劉たちの師匠であらゆる武術を修めた伝説の武人。鬼と化した雷によって帰らぬ人となったが、実は己の力によって残留思念となり現世に留まっている。
漫画版にも登場し、さらに彼の孫も登場する（後述）。

## 舞台
逢魔寺（ほうまでら）
劉がかつて修行を積んでいた場所。各ステージへ移動するゲートがある。
霊珠による劉の強化も可能。
本堂には“木人形”が設置されており、アクションのトレーニングに活用できる。
舞台一・亡侠街（ぼうきょうがい）
夜の香港をモチーフとしたステージ。最初のステージであるため地形は比較的単純。
舞台二・聖淋境（せいりんきょう）
霧深い竹林のステージ。
舞台三・魔窟院（まくついん）
立体的な構造の石窟寺院。
舞台四・鬼哭城（きこくじょう）
複雑に乱立しているビル群を上へと上っていく。
舞台五・羅寒院（らかんいん）
吹雪が吹きすさぶ雪山。鬼の力により徐々に体力を奪われる。
雪山を抜けた先にあるのは、大空洞内に作られたさまざまな罠が待ち受ける巨大寺院。
舞台六・躍滅坑（やくめつこう）
前半は静かな洞窟、後半は溶岩がせり上がってくる火口を登っていく。
舞台七・我望雲（がぼううん）
雲海に浮かぶ足場を渡っていくアスレチックステージ。低難易度でも難しかったため、公式サイトのFAQにクリア方法のムービーが掲載された。
終着点にある塔には強力な鬼たちが待ち受けている。
舞台八・蠢鬼界（しゅんきかい）
雷が待ち構える最終ステージ。ボス戦のみである。

## 漫画版
『武刃街・斬皇伝説』のタイトルで『マガジンZ』に連載された。単行本化され全2巻。脚本は本編同様黒田洋介、作画は乾一郎。本編とはほとんど関連性の無いアクションコメディーであり、他作品のパロディー、下ネタ、萌え要素をも取り込んでいた。劉も毎回の様に性格が変化し、作品設定も本編とは比較にならないほど荒唐無稽であった。第一巻の帯には“ヤリすぎた云々”と書かれている。
蓉華や剣鬼相見島が登場し、ようやく本編との関連が見えかけた途端に打ち切りとなり、自虐ネタとメタフィクションのオンパレードによる最終回を迎えた。第2巻では描き下ろしとして第二部が描かれたが、全くと言っていいほど関係が無い。

### 漫画版の登場人物
カレン
劉の持つ天霊剣に宿る精霊で、天霊剣が美少女の姿を取った存在。ぶりっ子な上に変態的趣向の持ち主。
ミイナ
劉の持つ龍牙刀に宿る精霊で、龍牙刀が美少女の姿を取った存在。褐色肌で露出度の高い姿をしたボーイッシュな性格の少女だが、カレンに比べると常識人。この二本の剣はあまりに強大な力を持ち過ぎているが故に、かつて劉は片方を選びもう一方を斬って消滅させねばならなかったが、「どちらを選ぼうとも地獄！」とあえて両方を選んでいた。
サイクロン
劉専用の馬。宇宙空間をも走ることが可能。
和泉みすず
時空監視局サイクロプスの所長で、眼鏡を掛けた巨乳の美女。劉を敵視しており、何度も彼のもとに現れてはチェーンソーやモーニングスターを振り回して襲い掛かるも軽くあしらわれる。元々は西暦であった頃「日本戦闘学園」という戦士養成学校の電闘科の生徒であり、当時の劉の恋人であった。しかし数年で胸が急成長したために劉にフられ、以降彼を付け狙うようになった。
「銀河最強の暗殺拳」と言われる超電寺殺法の使い手だが、蓉華には通じなかった。
骸双街の少女
剣国・骸双街に祖父と飼い猫ミミタンと共に住んでいた中華風の少女。劉によってミミタン含む剣国の住民が斬られた際、最後に生き残った。3日間も劉から逃げた挙句侵略者のロボットに襲われるも、劉に助けられる。実は劉が剣技“時空超越斬”で剣国の住民を斬って新天地へと避難させており、それが明かされた後彼女自身も斬られて転送された。
アンドロ宇目田（あんどろうめだ）
剣国を蹂躙するために宇宙からやってきた侵略者。劉曰く「いい名」。破片から無限に再生するモノリスモンスターシステム搭載の人型ロボを差し向けるも、劉の剣技“光子斬”によって塵になるまで切り刻まれ失敗。今度は自ら巨乳美女軍団に襲われる精神攻撃し劉を苦しめるも、そもそも劉は巨乳が苦手であったために失敗し斬られて首だけになる。それでも諦めず拡散波動砲で劉を仕留めようとするも、宇宙船ごと斬られて死亡した。
ハグタン
カレンの攻撃で萌えキャラになってしまったみすずに付き添う、魔女っ子に付き物の小動物。カレンとミイナの戦いの巻き添えになって死んでしまう。
巨・コーン（きょ・こーん）
槍国・千針街の青年。フニャチンであるため子供の頃から虐められていたコンプレックスにより、封印された究極の槍“槍・鎮（ヤリ・チーン）”（劉から「ヤリチン!?」と突っ込まれた）を奪い裸でしかも股間に装着して暴れていた。最後には槍・鎮を劉に斬られたがフニャチン故に彼自身は無事であり、改心する。
湖・マーン（こ・まーん）
巨・コーンの幼馴染の女性。巨・コーンを止めるために劉の案内役を買って出る。初対面の際、劉に「俺の後ろに立つな」と剣を向けられた。槍・鎮や巨・コーンと共に性的な要素を彷彿させる名前のため、劉に一々反応される。
沼占地（ぬましめじ）
日本戦闘学園の生徒。みすずをオペラに誘うが、彼女が劉しか眼中にないことを知り自身の発明品で劉を倒そうとする。何度失敗しても新たな手で襲い掛かり、2366回目の戦いでは遥か宇宙の彼方の高度文明人の遺した究極兵器生物と分子レベルで融合してまで劉を倒そうとした。しかしそれでもあっさりやられ、首だけになってもみすずをしつこくオペラに誘った（が蹴り飛ばされた）。
BBキング
自称「キレる男」。巨大ロボですら一瞬で弱点を検索する能力と二丁銃で、かつては劉の相棒として共に闘っていた。しかしその後悪に身を落とし劉と対決、二丁銃による技“BBショック”で劉を倒した。だがそれは妹を矢盾元に人質に取られていたためであり、彼自身も用済みとして処刑されそうになるが、実は劉への攻撃は“みね打ち”であり劉は無事だった。そしてカレンによって妹は救出され、劉と共に矢盾に引導を渡した。
BBクイーン
BBキングの妹。助けてくれた劉に恋心が芽生え、巨乳ではないため劉も満更ではなさそうにしていた。
矢盾元（やたて・はじめ）
自称「天才悪魔」。見た目は禿げた中年。無敵勇者ロボ“シシカバブー”でとある街を襲っていたが、劉とBBキングにあっさり敗れる。その際に下半身を失いキャタピラとなり、2人に復讐を誓った。BBクイーンを人質に取り、BBキングと劉を戦わせるが最期はその2人に倒される。
偽劉王羽
疑惑街に現れた劉の偽者。本物とは似ても似つかない小悪党的な面構えで、酒と女を侍らせるためだけにやってきた。しかし成り行きで鬼と戦う羽目になってしまい、これを屁で撃退、英雄として祭り上げられる。さらに襲い掛かってきたみすずにその場しのぎの愛の告白をしてしまい、しかも偽者とは気付かないみすずに好かれてしまったことで誤解はエスカレートして調子に乗っていく。しかし疑惑街の住人は全員盗賊であり、利用されていただけと知る。一時は知らん振りを決め込もうとするが、みすずの言葉で奮起。勝てないと承知しつつも盗賊たちに戦いを挑み、散っていった。その後現れた本物の劉はあえて偽者を「本物の劉」と呼び、自分を「劉王羽から正義の心を受けついだ偽者」として盗賊たちを倒した。しかしその後、みすずとの間でこの雰囲気をブチ壊しにするやり取りがあったらしい。
イヴルヴ・エヴ
不良街・希望学園の影の大番長。読者のアイデアから生まれたキャラクターであり、スライムっぽく、黄ばんでいる。当初は美人教師（口癖は「最優先事項よ」）に変装して新任教師としてやってきた劉に近付くが、やがて本性を表し、不良たちを率いて劉を捕らえる。しかし転校生の妻黒婦主（サイクロプス）君に完膚なきまでに敗れ、劉に腐った性根を斬られたことで不良たち共々正義に目覚めた。そして（劉が楽をするために）各惑星で鬼たちと戦わされた。
殴皇一馬（なぐりおう・かずま）
殴天災の孫。異形の右手を持ち、悪を片っ端から殴り倒していた青年。自宅に戦災孤児を集めており、元々は孤児たちや幼馴染のため戦争の原因となった者たちを倒すことに拳を振るっていたはずだったが、戦えば戦うほど右手の暴力衝動に逆らえなくなっていた。やがて自分の思っていた正義と悪が絶対ではないことを知り、ついに右手は暴走し劉と戦うことになる。右手は幼馴染をも殺そうとしたため、劉の持っていた天霊剣で右手を切り落とす。しかし天霊剣は一馬の邪心のみを斬り、右手は元に戻っていた。そして殴天災の言葉で自分の本当の正義に気付き、戦いに向かっていった。
みさき
一馬の幼馴染。
『マガジンZ』編集長
最終話にて打ち切りに怒って講談社を襲撃した劉に対し、本作のダメ出しをした。
キバヤシ
『MMR マガジンミステリー調査班』よりゲスト出演。本作の打ち切りの理由を告げた。
斬斬斬ZZ（ザンザザンザザ）
コミックス書き下ろしの第二部の主人公。技暦100000年にて本能のみで動く裸族と戦う男。語尾に「ザザ」と付ける。
靡靡敏（ビビビン）
斬斬斬ZZの幼馴染で、斬斬斬ZZを様々な意味でサポートする美女。実は裸族のスパイであり、斬斬斬ZZのことが好きでありながら裸族を裏切れなかった。最期は劉が搭乗するコア・ファイターの突入に巻き込まれ死亡。
日神裸王（にっしんらおう）
裸族当主。女体城にて、人類全裸化計画を画策する巨大な全裸の女。斬斬斬ZZのもとに靡靡敏を送り込んでいたが、斬斬斬ZZの“弾弾弾ZZ（ダンダダンザザ）”を受け「NO BORDER」の断末魔と共に没した。